# Appendicula longirostrata
Appendicula longirostrata är en orkidéart som beskrevs av Oakes Ames och Charles Schweinfurth. Appendicula longirostrata ingår i släktet Appendicula och familjen orkidéer. Inga underarter finns listade i Catalogue of Life.